# The Neighbor
The Neighbor  (en hangul, 이웃사람; romanización revisada, Iussaram)); también conocida como My Neighbor es una película de suspenso surcoreana de 2012, protagonizada por Kim Yunjin.
Los residentes de un pequeño edificio de apartamentos saben que un asesino en serie vive en su edificio. Kyung-hee, quien se siente culpable por no haber sido capaz de prevenir el asesinato de su hijastra, se obsesiona con atrapar al asesino. Mientras, el asesino tiene un nuevo objetivo: una niña que le hace recordar a sus víctimas.
Basada en el webcómic del mismo nombre de Kang Full, la película vendió más de 2.43 millones de entradas, obteniendo las más altas ganancias entre las películas adaptadas de los trabajos de Kang Full.

## Sinopsis
¿Qué harías tú si supieras que una de las personas del edificio en que vives es un asesino en serie?.
Un hombre, cuya identidad es conocida, asesina a sus vecinos -incluyendo a una estudiante de secundaria- en las inmediaciones del edificio y continúa viviendo ahí después de cometer los macabros crímenes.
Todos los vecinos están dudosos de actuar debido a sus intereses personales. Uno de ellos no quiere que el precio de la propiedad baje después del escándalo; otro quiere evitar la atención de la policía, al menos por cinco meses más, para evadir su propia condena y hay alguien que simplemente no quiere intervenir sin evidencia. Mientras, el criminal continua cometiendo homicidios.

## Elenco
- Kim Yunjin - Song Kyung-hee madrastra de la chica asesinada
- Kim Sae-ron - Won Yeo-seon (primera víctima) / Yoo Soo-yeon
- Chun Ho-jin - guardia Pyo Jong-rok
- Jang Young-nam - Ha Tae-seon
- Im Ha-ryong - Kim Sang-young
- Ma Dong seok - Ahn Hyuk-mo exconvicto y usurero
- Kim Sung-kyun - Ryu Seung-hyuk
- Do Ji-han - Ahn Sang-yoon
- Kim Jung-tae - Kim Jong-gook
- Jung In-gi - Kim Hong-jung
- Kim Ki-cheon - Hwang Jae-yeon
- Cha Hyeon-woo - Detective Lee
- Kwak Min-seok - Ahn Dong-joo propietario de la pizzería
- Cha Kwang-soo - Won Jung-man